# Кубок виклику АФК 2012
Кубок виклику АФК 2012 — 4-й розіграш другого за значимістю турніру національних збірних АФК, який відбувся у Непалі з 8 по 19 березня 2012. Переможець — збірна КНДР — отримала путівку до фінального турніру Кубка Азії 2015.

## Кваліфікація
У цьому розіграші жодна збірна не отримала місце у фінальному турнірі автоматично. У кваліфікаційному раунді взяли участь 20 збірних. Кваліфікація складалася з двох частин. У попередньому раунді 8 найгірших команд за результатами попереднього розіграшу були поділені на пари, після чого 4 переможці та 12 збірних, що залишилися, взяли участь у груповому етапі. На груповому етапі 16 збірних розподілили на 4 групи, 2 найкращі команди з кожної групи потрапили до півфіналів турніру.

### Учасники
23 березня 2011
- Індія — з групи В
- Туркменістан — з групи В
- Мальдіви — з групи С
- Таджикистан — з групи С

25 березня 2011
- Палестина — з групи A
- Філіппіни — з групи A

11 квітня 2011
- Північна Корея — з групи D
- Непал — з групи D

## Жеребкування
Жеребкування фінальної стадії пройшло 1 грудня 2011 року у готелі «Соелті Кроун Плаза» в Катманду, Непал.

## Стадіони
| Катманду           | Катманду         |
| ------------------ | ---------------- |
| Дасаратх Рангасала | Галчоук          |
| Місткість: 17 800  | Місткість: 3 500 |
|                    |                  |

## Груповий етап
Команди, які займуть перше та друге місце проходять в півфінал.

### Група A
| М  | Команда        | І | В | Н | П | МЗ | МП | РМ | О |
| -- | -------------- | - | - | - | - | -- | -- | -- | - |
| 1. | Туркменістан · | 3 | 2 | 1 | 0 | 6  | 1  | +5 | 7 |
| 2. | Палестина ·    | 3 | 2 | 1 | 0 | 4  | 0  | +4 | 7 |
| 3. | Мальдіви ·     | 3 | 1 | 0 | 2 | 2  | 5  | −3 | 3 |
| 4. | Непал ·        | 3 | 0 | 0 | 3 | 0  | 6  | −6 | 0 |

| 8.03.2012 15:00 |

| Туркменістан                        | 3 : 1      | Мальдіви   |
| ----------------------------------- | ---------- | ---------- |
| Мінгазов 33' Чонкаєв 78' Аманов 85' | (Протокол) | Адухам 20' |

| Галчоук, Катманду Глядачів: 1000 Арбітр: Юсеф Аль-Марзук |

| 8.03.2012 17:00 |

| Непал | 0 : 2      | Палестина          |
| ----- | ---------- | ------------------ |
|       | (Протокол) | Аттіе 4' Аттал 65' |

| Дасаратх Рангасала, Катманду Глядачів: 12300 Арбітр: Рюдзі Сато |

| 10.03.2012 15:00 |

| Палестина | 0 : 0      | Туркменістан |
| --------- | ---------- | ------------ |
|           | (Протокол) |              |

| Галчоук, Катманду Глядачів: 1000 Арбітр: Ко Х'юн Джін |

| 10.03.2012 17:00 |

| Мальдіви  | 1 : 0      | Непал |
| --------- | ---------- | ----- |
| Рашид 51' | (Протокол) |       |

| Дасаратх Рангасала, Катманду Глядачів: 15000 Арбітр: Дмитро Машенцев |

| 12.03.2012 15:00 |

| Непал | 0 : 3      | Туркменістан                                 |
| ----- | ---------- | -------------------------------------------- |
|       | (Протокол) | Тагаєв 7' Махарджан 79' (аг) Хангельдиєв 89' |

| Дасаратх Рангасала, Катманду Глядачів: 2400 Арбітр: Алі Саббах |

| 12.03.2012 15:00 |

| Мальдіви | 0 : 2      | Палестина             |
| -------- | ---------- | --------------------- |
|          | (Протокол) | Ваді 59' Ну'Ман 90+4' |

| Галчоук, Катманду Глядачів: 300 Арбітр: Дмитро Машенцев |

### Група B
| М  | Команда          | І | В | Н | П | МЗ | МП | РМ | О |
| -- | ---------------- | - | - | - | - | -- | -- | -- | - |
| 1. | Північна Корея · | 3 | 3 | 0 | 0 | 8  | 0  | +8 | 9 |
| 2. | Філіппіни ·      | 3 | 2 | 0 | 1 | 4  | 3  | +1 | 6 |
| 3. | Таджикистан ·    | 3 | 1 | 0 | 2 | 3  | 4  | −1 | 3 |
| 4. | Індія ·          | 3 | 0 | 0 | 3 | 0  | 8  | −8 | 0 |

| 9.03.2012 15:00 |

| Північна Корея                   | 2 : 0      | Філіппіни |
| -------------------------------- | ---------- | --------- |
| Пак Нам Чол 58' Чжан Кук Чол 70' | (Протокол) |           |

| Галчоук, Катманду Глядачів: 1500 Арбітр: Синґх Пратап |

| 9.03.2012 17:00 |

| Індія | 0 : 2      | Таджикистан                 |
| ----- | ---------- | --------------------------- |
|       | (Протокол) | Хамрокулов 61' Давронов 66' |

| Дасаратх Рангасала, Катманду Глядачів: 700 Арбітр: Алі Саббах |

| 11.03.2012 17:00 |

| Філіппіни              | 2 : 0      | Індія |
| ---------------------- | ---------- | ----- |
| Ф. Янгхазбенд 10', 73' | (Протокол) |       |

| Дасаратх Рангасала, Катманду Глядачів: 300 Арбітр: Чайя Махапаб |

| 11.03.2012 15:00 |

| Таджикистан | 0 : 2      | Північна Корея                  |
| ----------- | ---------- | ------------------------------- |
|             | (Протокол) | Пак Нам Чол 4' Чжан Кук Чол 86' |

| Галчоук, Катманду Глядачів: 1000 Арбітр: Юсеф Аль-Марзук |

| 13.03.2012 15:00 |

| Північна Корея                                                 | 4 : 0      | Індія |
| -------------------------------------------------------------- | ---------- | ----- |
| Йон Кван Ік 3' Лі Ван Хьок 34' Пак Нам Чол 59' Лі Чол Мьон 70' | (Протокол) |       |

| Дасаратх Рангасала, Катманду Глядачів: 200 Арбітр: Чайя Махапаб |

| 13.03.2012 15:00 |

| Таджикистан    | 1 : 2      | Філіппіни                       |
| -------------- | ---------- | ------------------------------- |
| Негматов 45+1' | (Протокол) | Ф. Янгхазбенд 54' А. Хурадо 70' |

| Галчоук, Катманду Глядачів: 800 Арбітр: Рюдзі Сато |

## Плей-оф
|  | Півфінали                                 | Півфінали                                 |   |                                           | Фінал                                     | Фінал |  |
|  |                                           |                                           |   |                                           |                                           |       |  |
|  | 16 березня - Дасаратх Рангасала, Катманду |                                           |   |                                           |                                           |       |  |
|  | Туркменістан                              | 2                                         |   |                                           |                                           |       |  |
|  | Філіппіни                                 | 1                                         |   |                                           |                                           |       |  |
|  |                                           |                                           |   |                                           |                                           |       |  |
|  |                                           |                                           |   |                                           | 19 березня - Дасаратх Рангасала, Катманду |       |  |
|  |                                           |                                           |   |                                           | Туркменістан                              | 1     |  |
|  |                                           | Північна Корея                            | 2 |                                           |                                           |       |  |
|  |                                           |                                           |   |                                           |                                           |       |  |
|  |                                           |                                           |   |                                           |                                           |       |  |
|  |                                           |                                           |   |                                           | Матч за третє місце                       |       |  |
|  | 16 березня - Дасаратх Рангасала, Катманду | 16 березня - Дасаратх Рангасала, Катманду |   | 19 березня - Дасаратх Рангасала, Катманду | 19 березня - Дасаратх Рангасала, Катманду |       |  |
|  | Північна Корея                            | 2                                         |   | Філіппіни                                 | 4                                         |       |  |
|  | Палестина                                 | 0                                         |   |                                           | Палестина                                 | 3     |  |

### Півфінали
| 16.03.2012 15:00 |

| Туркменістан           | 2 : 1      | Філіппіни         |
| ---------------------- | ---------- | ----------------- |
| Аманов 80' Чонкаєв 86' | (Протокол) | Ф. Янгхазбенд 25' |

| Дасаратх Рангасала, Катманду Глядачів: 500 Арбітр: Ко Х'юн Джін |

| 16.03.2012 18:30 |

| Північна Корея         | 2 : 0      | Палестина |
| ---------------------- | ---------- | --------- |
| Пак Кван Льон 42', 68' | (Протокол) |           |

| Дасаратх Рангасала, Катманду Глядачів: 3000 Арбітр: Юсеф Аль-Марзук |

### Матч за третє місце
| 19.03.2012 14:30 |

| Філіппіни                                                | 4 : 3      | Палестина                   |
| -------------------------------------------------------- | ---------- | --------------------------- |
| Ф. Янгхазбенд 4', 25' (пен.) А. Хурадо 42' Х. Хурадо 69' | (Протокол) | Абухабіб 21', 67' Аттал 78' |

| Дасаратх Рангасала, Катманду Глядачів: 1000 Арбітр: Алі Саббах |

### Фінал
| 19.03.2012 18:30 |

| Туркменістан | 1 : 2      | Північна Корея                             |
| ------------ | ---------- | ------------------------------------------ |
| Шамирадов 2' | (Протокол) | Чжон Іль Ґван 36' Чжан Сон Гьок 86' (пен.) |

| Дасаратх Рангасала, Катманду Глядачів: 9000 Арбітр: Рюдзі Сато |

## Переможець
| Переможець Кубка виклику АФК 2012 |
| --------------------------------- |
| КНДР Вдруге                       |